# Economía del arte
Dentro del de la denominadas históricabellas artes, la valoración económica de las producciones que las representan es muy antigua, y se basa en dos factores fundamentales: el mérito específico o la condición de pieza única y la demanda que pueda existir.

## El mérito específico o la condición de pieza única
En el mérito específico o la condición de pieza única se valora la habilidad en la realización, la calidad de los materiales empleados, el estado de conservación y la autenticidad (la cotización decrece de modo extraordinario si se trata de una copia o de una falsificación).

## Demanda
La demanda, se establece en razón de la atracción que el objeto pueda despertar entre los coleccionistas y amantes del arte en general.

## Compra de obras de arte en época de inflación
En épocas de inflación es habitual la compra de obras de arte esté motivada fundamentalmente por el deseo de invertir dinero como contrapartida a las fluctuaciones de la moneda; el arte, piensa el inversor, es un valor seguro.

## Mercado artístico
Practicado ya en la antigua Grecia y en Roma, el comercio artístico se afianzó en Europa en el siglo XVI, tiempo en el que ya existían en Venecia y Florencia diferentes lonjas especializadas. En la centuria siguiente la bolsa artística se centró mayormente en Holanda, cuyos pintores cambian el curso del gusto al consagrar la afición por las escenas de la vida cotidiana en lugar de representar motivos religiosos o mitológicos como los italianos. En el siglo XIX el mercado artístico experimenta una enorme expansión internacional, fruto de la cual es la actual abundancia de museos, galerías de arte privadas y casas de subastas. Entre estas últimas, las más importantes son Christie's y Sotheby's, ambas en Londres, ciudad que en los inicios de la década de 1980 perdió la capitalidad mundial del mercado artístico en beneficio de Nueva York.